# Ruisreikäleipä

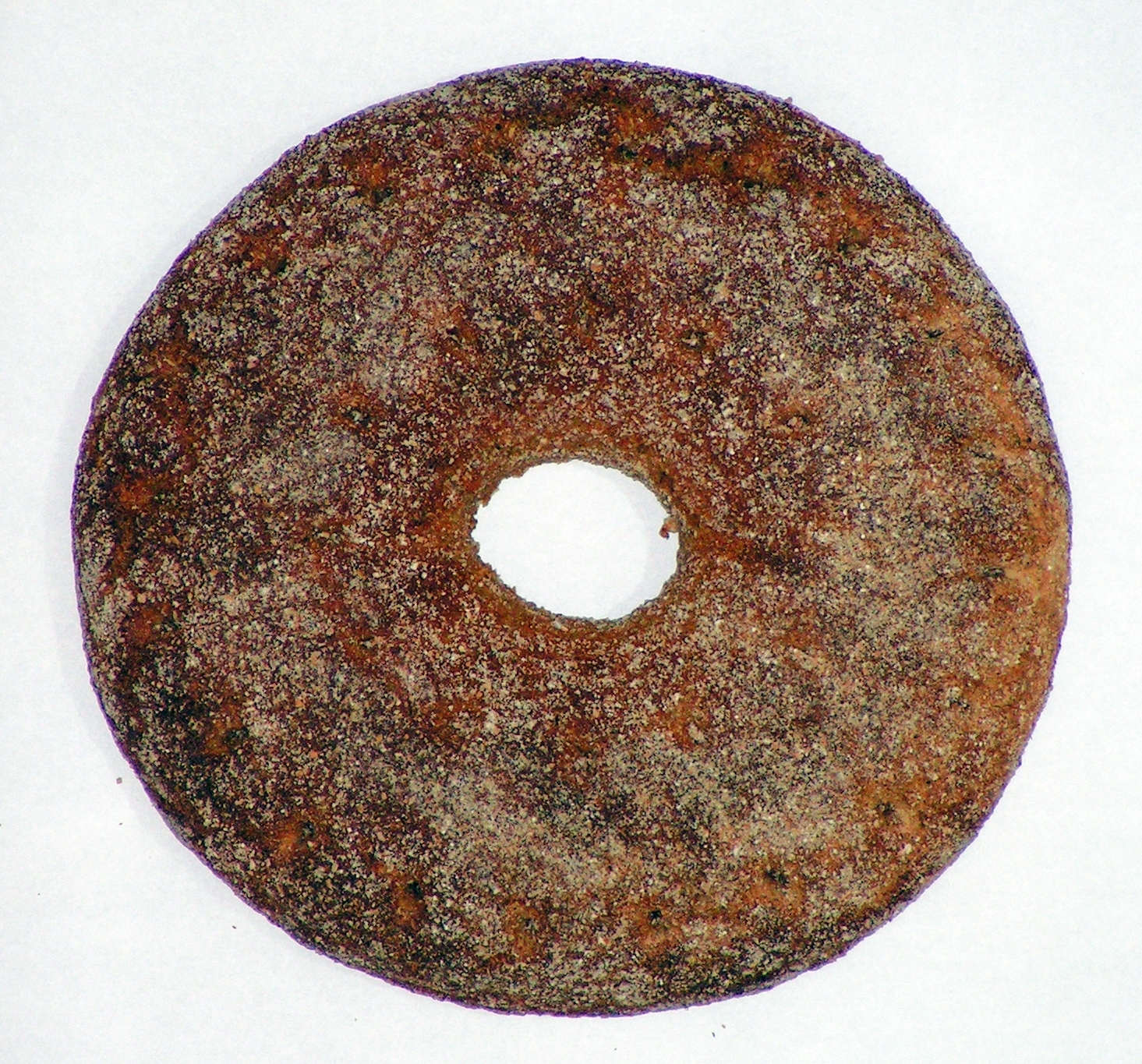
Ruisreikäleipä von oben

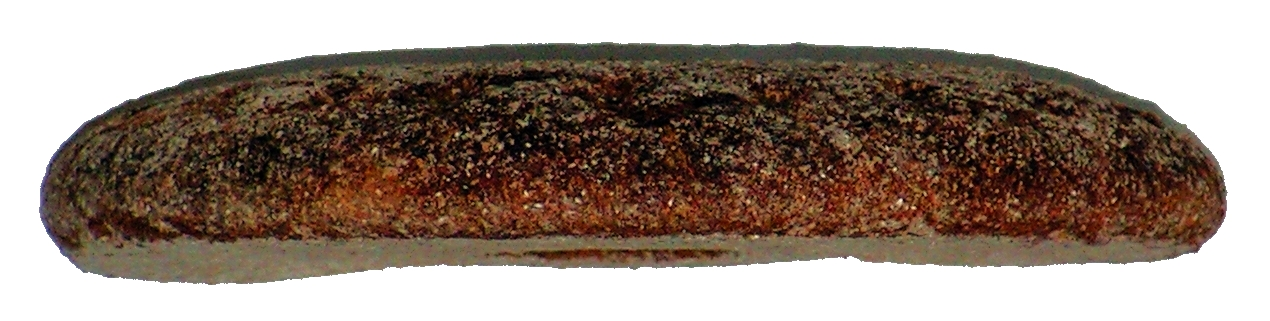
Seitenansicht

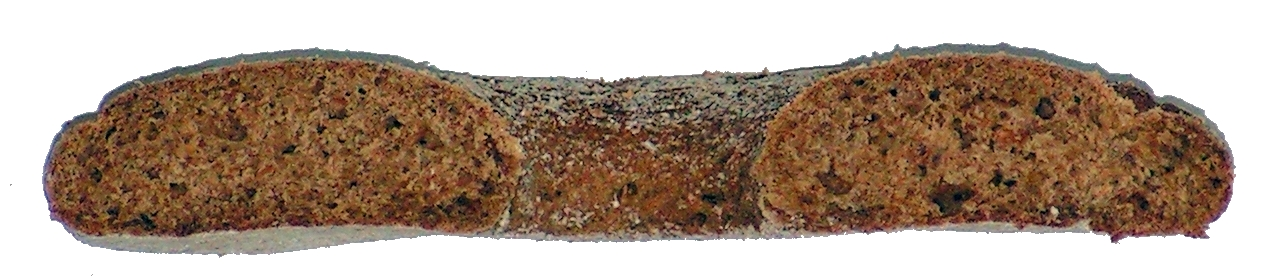
Schnitt

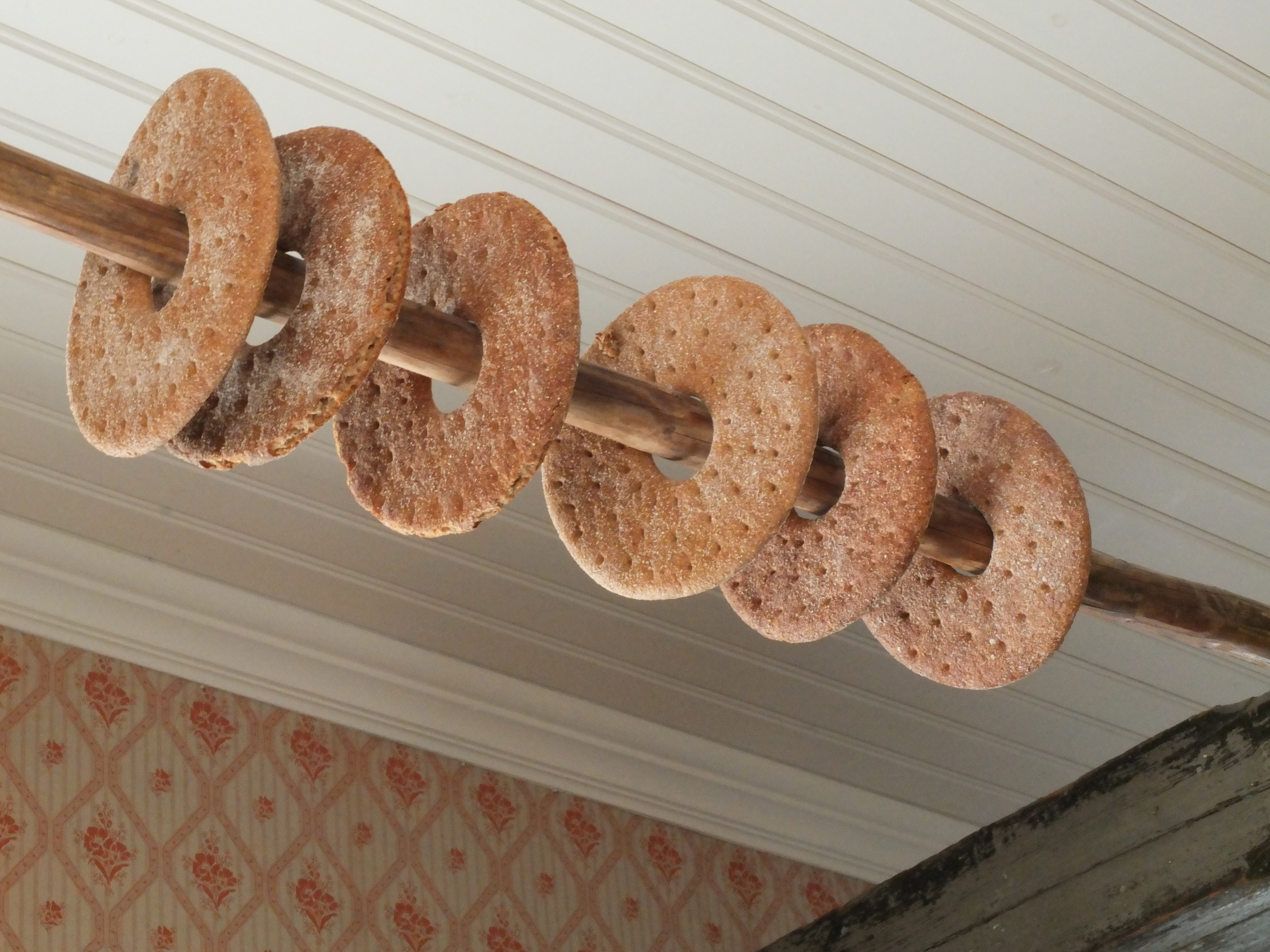
Trocknung

Ruisreikäleipä (auch reikäleipä, ohne ruis für „Roggen“; reikä bedeutet „Loch“, leipä „Brot“) heißt in Finnland ein trockenes rundes (laibförmiges) Roggenbrot mit charakteristischem Loch in der Mitte. Dieses Brot hat einen Durchmesser von etwa 30 cm und ist 3 bis 4 cm dick; das Loch ist etwa 5 cm weit. Für die Herstellung wird Roggenmehl verwendet, manchmal auch unter Beimischung von Weizenmehl. Der Laib wird 20 bis 30 Minuten bei etwa 250 °C gebacken.
Ruisreikäleipä wurde traditionell ein paar Mal jährlich gebacken und danach zur Trocknung und Lagerung auf Stangen gesteckt und unter der Zimmerdecke (meist der Küche) aufgehängt zum Schutz vor Mäusefraß. Daneben sind dünnere Roggenbrote ähnlichen Durchmessers mit Loch als Knäckebrot in Schweden bekannt.
Anfangs wurde dieses Brot nur in Westfinnland gebacken, die Verbreitung in andere Gebiete erfolgte wesentlich später. Der Unterschied in der Brotherstellung in West- und Ostfinnland war in der unterschiedlichen Architektur begründet. Während im Westen die Häuser zwei Öfen hatten (einen zum Heizen und einen zur Speisenzubereitung), wurde im Osten ein einziger Ofen zum Heizen und Backen benutzt. Der Backofen wurde im Westen daher seltener angeheizt. Wenn gebacken wurde, dann gleich in großen Mengen.